# Museo sempioniano
Il Museo sempioniano era un museo situato nel centro storico di Domodossola. Ospita reperti riguardanti il Sempione e una sala dedicata all'eroica trasvolata di Geo Chávez.

## Il museo
Allestito presso l'ex asilo delle suore rosminiane, il museo cittadino raccoglie al suo interno antiche testimonianze, documenti e fotografie d'epoca riguardanti la storia del Sempione, dalla realizzazione dell'antica strada napoleonica fino alla costruzione del traforo del Sempione di inizio ‘900. Un locale è adibito alla ricostruzione didattica in scala di porzione del tunnel ferroviario: vengono mostrate le modalità della sua costruzione ed è visibile la campionatura delle rocce eseguita in occasione della realizzazione del traforo.
Un'area del museo è inoltre interamente dedicata al primo trasvolatore delle Alpi, Geo Chávez, parigino di origini peruviane che, unico dei 5 partecipanti alla trasvolata, a bordo di un monoplano Blériot XI decollò da Briga, sorvolò il valico del Sempione e scese fino a Domodossola. In fase di atterraggio, a un'altezza di circa venti metri dal suolo, l'aereo precipitò di punta per l'improvviso cedimento della struttura alare. Gravemente ferito, anche se apparentemente non in pericolo di morte, Chávez morì quattro giorni più tardi all'Ospedale San Biagio di Domodossola.
sempre salendo. Ed ora sì, che vola!»
(Giovanni Pascoli, Bologna, novembre 1910)